# Рияк
Рияк (араб. رياق‎) — ливанский город в провинции Бекаа, недалеко от города Захла (11 км). С начала XX века и до 1975 года, когда началась гражданская война, город являлся важным железнодорожным узлом, где пересекались дороги Бейрут — Дамаск и на Баальбек, Хомс и Алеппо. В городе расположена авиабаза, в 2006 году подвергшаяся налёту израильской авиации во время Второй ливанской войны.

## Общая информация
В городе расположено порядка 1200 домов. Действуют 18 компаний.
Расположен в 60 километрах от столицы страны Бейрута.

## Археология и история
В 500 метрах к северу от Рияка находятся залежи Пастушеского неолита.